# Filmarchives online
Das Internet-Portal filmarchives online macht den Zugriff auf Bestandsübersichten zahlreicher europäischer Filmarchive möglich und schafft damit einen europaweiten Verbund archivarischer Filmdatenbanken. Seit Februar 2007 online, sind mittlerweile Informationen zu rund 25.000 Filmwerken aus mehreren Archiven auffindbar – hauptsächlich nicht-fiktionales Material. Die Datenbank wächst kontinuierlich weiter und die Katalogeinträge wurden zuletzt auch vereinzelt um Streaming Videos und Screenshots ergänzt.
Ziel von filmarchives online ist es, das über zahlreiche Länder verstreute europäische Filmerbe über einen Verbundkatalog abrufbar zu machen, und damit den komplexen, zeitaufwändigen und teuren Prozess der Kopiensuche wesentlich zu vereinfachen. Sprachliche Hürden und der Mangel an Informationsmöglichkeiten, die zurzeit den Zugang zu diesem Material zusätzlich erschweren und seine kulturelle und kommerzielle Nutzung hemmen, sollen durch die Einführung von filmarchives online sukzessiv abgebaut werden. Das Portal macht daher seine Daten in mehreren Sprachen – darunter Englisch, Deutsch, Französisch, Italienisch und Tschechisch – zugänglich.
Die Zielgruppe umfasst vor allem den Bereich der professionellen Medien- und Filmproduktion sowie die akademische Forschung. Filme können anhand von Inhaltsangaben, filmographischen Daten oder technischen Details ermittelt werden. Die Suchergebnisse beinhalten sowohl Informationen über die Filme selbst als auch die Standorte der vorhandenen Kopien. Kontaktinformationen ermöglichen direkte Anfragen an die entsprechenden Institutionen. Digitalisierte und online verfügbare Filme werden direkt verlinkt.
Die Seite ging aus dem Projekt MIDAS (Moving Image Database for Access and Re-use of European Film Collections) hervor. MIDAS wurde im Januar 2006 als Pilotprojekt des Programms MEDIA Plus der Europäischen Kommission ins Leben gerufen und endet im Januar 2009. Das Deutsche Filminstitut (DIF) verwirklichte das Projekt als Koordinator gemeinsam mit weiteren europäischen Institutionen. Der Zusammenschluss besteht aus 18 Institutionen – darunter das British Film Institute (BFI, London), das Národní filmový archiv (NFA, Prag), die Cineteca di Bologna (CNB), sowie die DEFA-Stiftung (Berlin) und die Deutsche Kinemathek – Museum für Film und Fernsehen (Berlin).